# Diecezja Jehol
Diecezja Jehol/Rehe/Jinzhou (łac. Dioecesis Geholensis, chiń. 天主教热河教区) – rzymskokatolicka diecezja w prowincji Hebei, w Chińskiej Republice Ludowej. Biskupstwo jest sufraganią archidiecezji Shenyang.
Do 2018 stolicą diecezji było Chengde.

## Nazwa
W źródłach spotyka się trzy nazwy tej diecezji:
- diecezja Jehol – ówczesna nazwa Chengde; ta nazwa użyta jest w bulli Quotidie Nos Piusa XII, w której papież ten ustanowił omawianą diecezję[1]
- diecezja Rehe – nazwa prowincji, której stolicą w dniu ustanawiania diecezji był Jehol
- diecezja Jinzhou

## Historia
21 grudnia 1883 papież Leon XIII erygował wikariat apostolski Wschodniej Mongolii. Dotychczas wierni z tych terenów należeli do wikariatu apostolskiego Mongolii (obecnie diecezja Xiwanzi). W 1922 wikariat apostolski Wschodniej Mongolii stracił część terytorium na rzecz nowo powstałej prefektury apostolskiej Chifeng (obecnie diecezja Chifeng).
3 grudnia 1924 zmieniono nazwę na wikariat apostolski Jehol. 9 lipca 1928 stracił on część terytorium na rzecz nowo powstałej misji sui juris Qiqihar (obecnie prefektura apostolska Qiqihar), a 2 sierpnia 1929 na rzecz prefektury apostolskiej Szepingkai (obecnie diecezja Siping).
W wyniku reorganizacji chińskich struktur kościelnych dokonanej przez papieża Piusa XII 11 kwietnia 1946 wikariat apostolski Jehol podniesiono do rangi diecezji.
Z 1950 pochodzą ostatnie pełne, oficjalne kościelne statystyki. Diecezja Jehol liczyła wtedy:
- 31 845 wiernych (0,6% społeczeństwa)
- 76 księży (20 diecezjalnych i 56 zakonnych)
- 46 sióstr zakonnych i 47 zakonników
- 40 parafii.

Od zwycięstwa komunistów w chińskiej wojnie domowej w 1949 diecezja, podobnie jak cały prześladowany Kościół katolicki w Chinach, nie może normalnie działać. Biskup Oste został wydalony z kraju w 1953. W 1958 na katedrze w Jehol zasiadł wyświęcony bez zgody papieża antybiskup mianowany przez komunistyczne władze. W późniejszym czasie Patriotyczne Stowarzyszenie Katolików Chińskich włączyło obszar biskupstwa do diecezji Liaoning (niekanonicznej), w której scaliło archidiecezję Shenyang oraz diecezje Jehol, Fushun i Yingkou tworząc jedną strukturę kościelną w prowincji Liaoning. Diecezja Jehol ponownie zyskała odrębne struktury w 2010, gdy antybiskupem został Joseph Guo Jincai. Jego sakra w 2010 była pierwszą od czterech lat w Kościele chińskim przeprowadzaną bez zgody papieża.
22 września 2018 odłączono część diecezji, wraz z jej stolicą Chengde, którą przyłączono do nowo powstałej diecezji Chengde.

## Ordynariusze

### Wikariusze apostolscy
- Théodore-Herman Rutjes CICM[7] (1883 – 1896)
- Conrad Abels CICM[7] (1897 – 1942)
- Louis Janssens CICM[8] (1942 – 1946)

### Biskupi
- Louis Janssens CICM (1946 – 1948)
- Joseph Julian Oste CICM[8] (1948 – 1971) de facto wydalony z kraju w 1953 nie miał realnej władzy w diecezji[2]
- sede vacante (być może urząd sprawował biskup(i) Kościoła podziemnego) (1971 – nadal)
  - Paul Liu Shuhe (1982 – 1993) administrator apostolski
  - John Chen Cangbao (? – nadal) administrator apostolski

### Koadiutorzy
- Louis Janssens CICM (1922 – 1942)

### Antybiskupi
Ordynariusze mianowani przez Patriotyczne Stowarzyszenie Katolików Chińskich nieposiadający mandatu papieskiego:
- John Zhao Youmin (1958 – 1987)
- Joseph Guo Jincai (2010 – 2018).